# Place Guillaume-le-Conquérant
La place Guillaume-le-Conquérant est la principale place de Falaise dans le Calvados, en France. Elle porte le nom de Guillaume le Conquérant qui est né dans la ville.

## Description
Sur la place se trouve la Statue de Guillaume le Conquérant consacrée à Guillaume le Conquérant et à proximité se trouve la mairie de la ville, l'église de la Trinité et le château de Falaise.

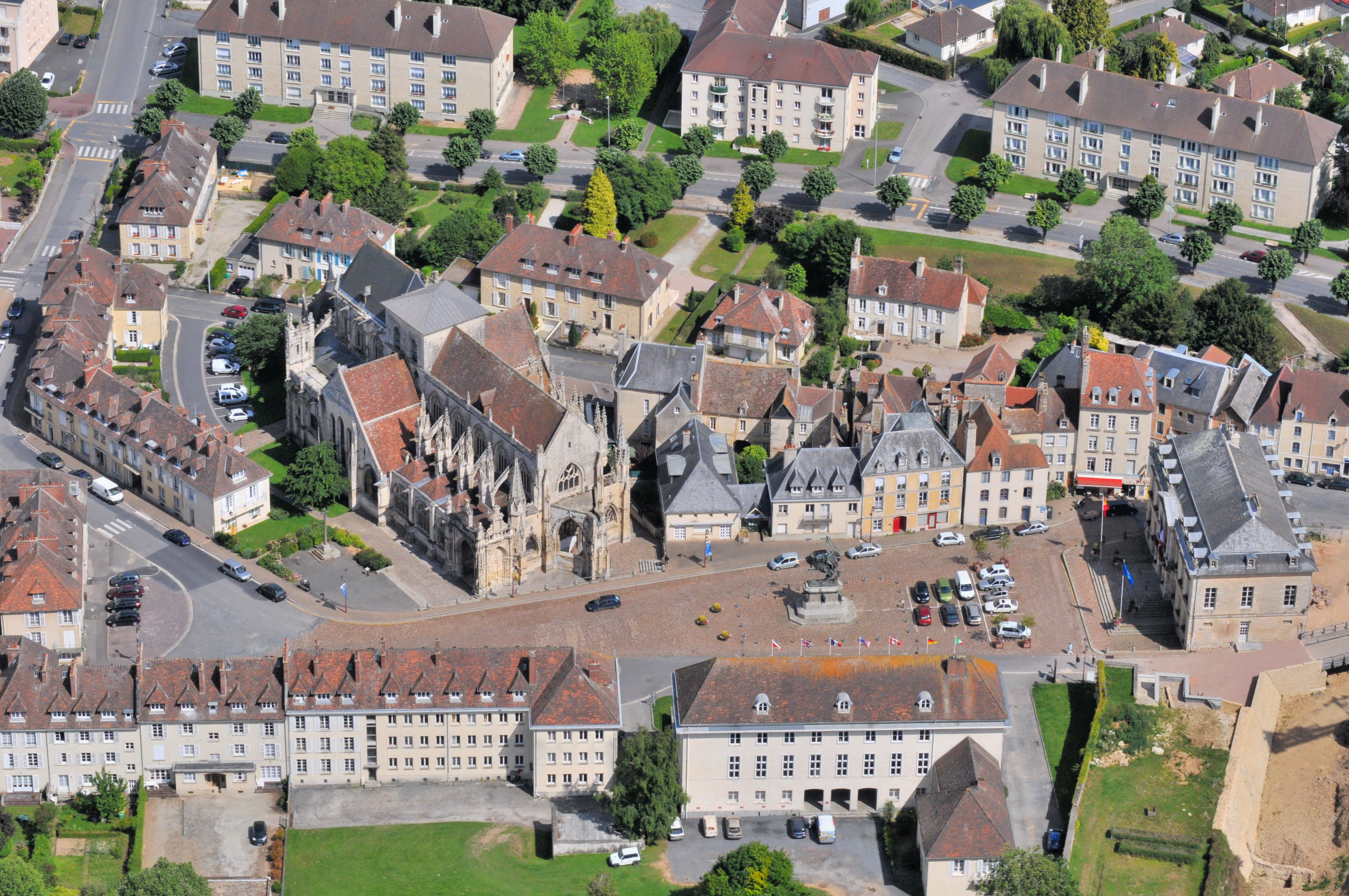
Place Guillaume-le-Conquérant.

## Protection
Le sol de la place fait l'objet d'un classement au titre des monuments historiques depuis le 18 janvier 1935.